# Frognerseteren Station
Frognerseteren Station (Frognerseteren stasjon) er en metrostation, der er endestation for Holmenkollbanen på T-banen i Oslo. Stationen er den tætteste på udflugtsområderne Frognerseteren og Tryvann. Desuden ligger kælkebakken Korketrekkeren nær stationen. Stationen ligger 469,0 meter over havet.
Stationen åbnede i 1916, da banen blev forlænget hertil fra Holmenkollen, nu Besserud.